# Церковь Святого Мартина (Циллис)
Церковь Святого Мартина в Циллисе — романская базилика в деревне Циллис швейцарского кантона Граубюнден, получившая известность благодаря расписному деревянному потолку XII века.
Церковь впервые упоминается в документах как приходская (лат. ecclesia plebeia) в 831 году, однако данные раскопок и находки монет показывают, что поселение на этом месте существовало ещё во времена римлян, а первая церковь была построена в V—VI веках.

## Росписи потолка
Потолочные росписи, выполненные между 1109 и 1114 годами, относятся к эпохе зрелой романики и уникальны тем, что сохранились почти полностью и не были записаны в более позднее время. Потолок церкви состоит из 153 квадратных панелей (9 рядов по 17 панелей), каждая со стороной около 90 см. Панели, по большей части изготовленные из древесины ели, покрывали тонким слоем гипсовой грунтовки, расписывали и затем устанавливали на потолок. Автор росписей неизвестен — возможно, им был «художник Лопциний» (лат. Lopcinius pictor), краткая запись о смерти которого есть в некрологе собора в Куре. Стиль росписей указывает на знакомство художника с искусством книжной миниатюры.
Композиция потолка состоит из центральной части (105 панелей) и обрамления (48 панелей). Изображения центральной части посвящены сюжетам из жизни Иисуса, кроме одного ряда, повествующего о жизни Святого Мартина. Сюжеты панелей, обрамляющих центральную часть, объединяет тема моря — здесь показаны морские чудовища, олицетворяющие силы зла, и три сцены с кораблями из истории Ионы; четыре угловые панели изображают трубящих ангелов, символизирующих четыре ветра. Такая схема расположения панелей, предположительно, соответствует средневековым представлениям об устройстве мира как суши, окружённой водами океана.
При этом следует отметить, что потолок претерпел несколько попыток реставрации, и расположение панелей может отличаться от изначального замысла создателей. Так, в 1820 отсутствующие панели были заменены новыми, с цветочным орнаментом, при этом, возможно, был нарушен их порядок. В 1938—1940 была проведена серьёзная реставрация под наблюдением искусствоведа Эрвина Пёшеля, предложившим идею расположения панелей в виде своеобразной «карты».

## Галерея

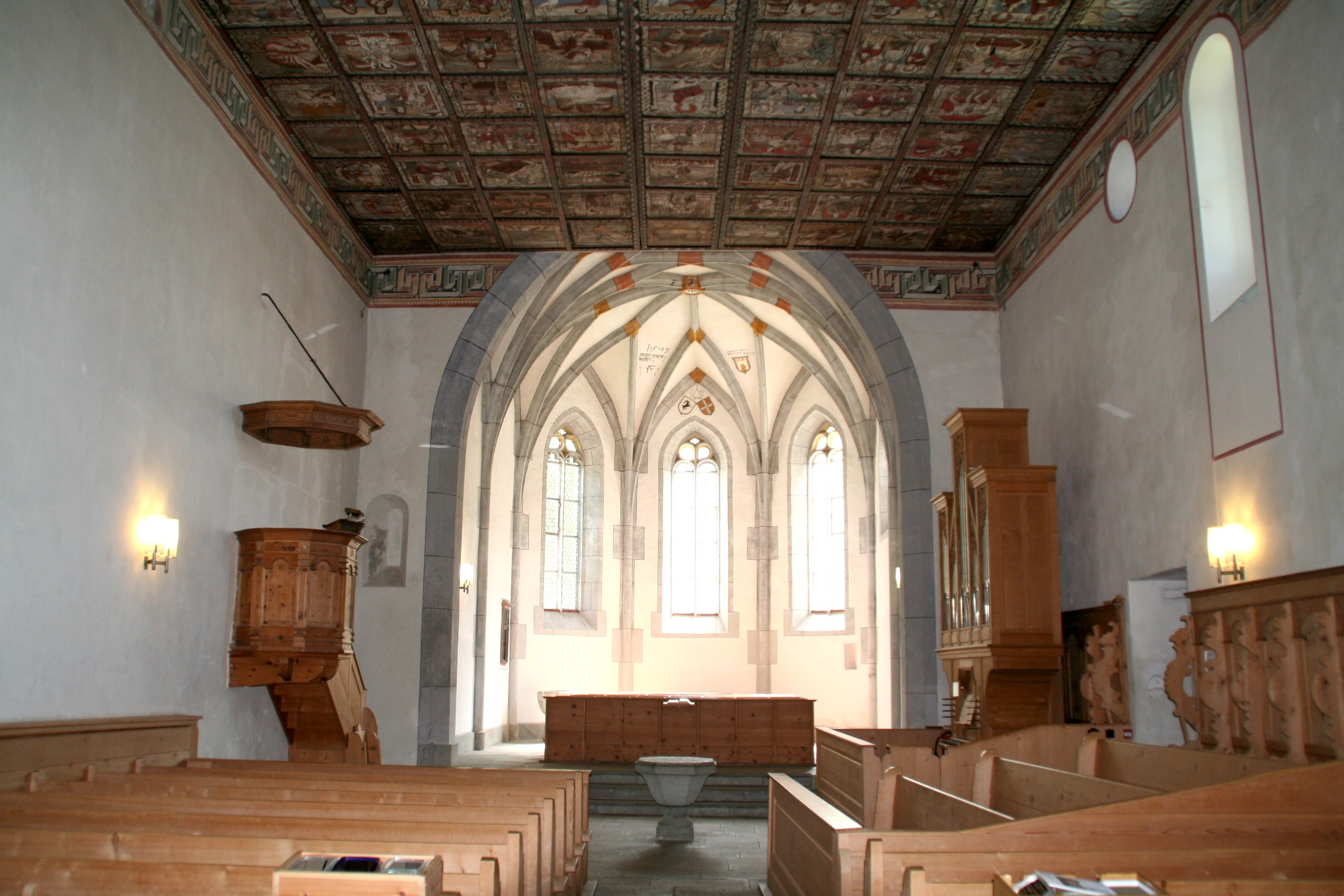
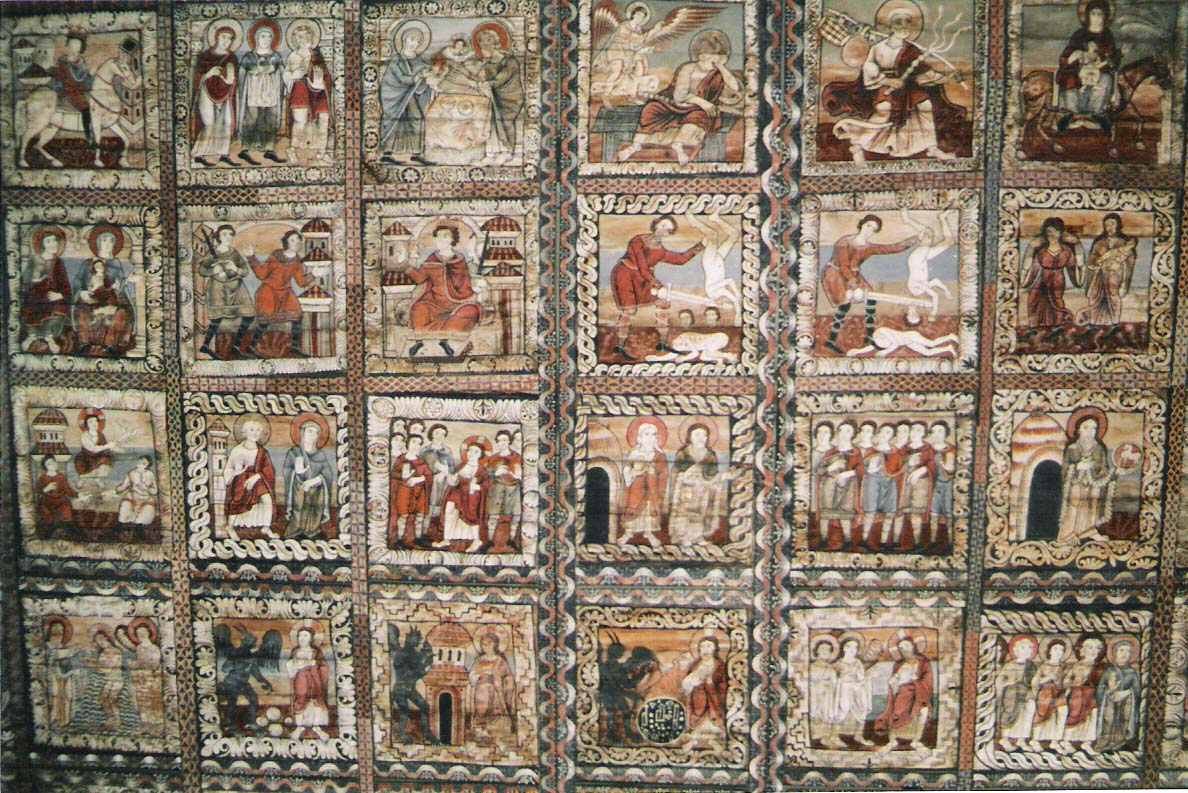
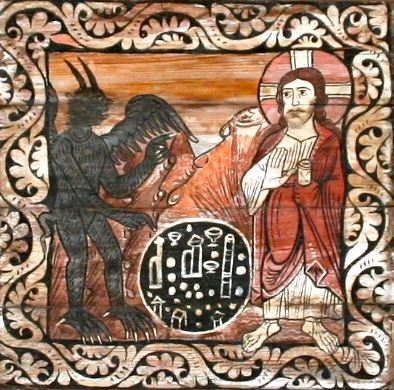
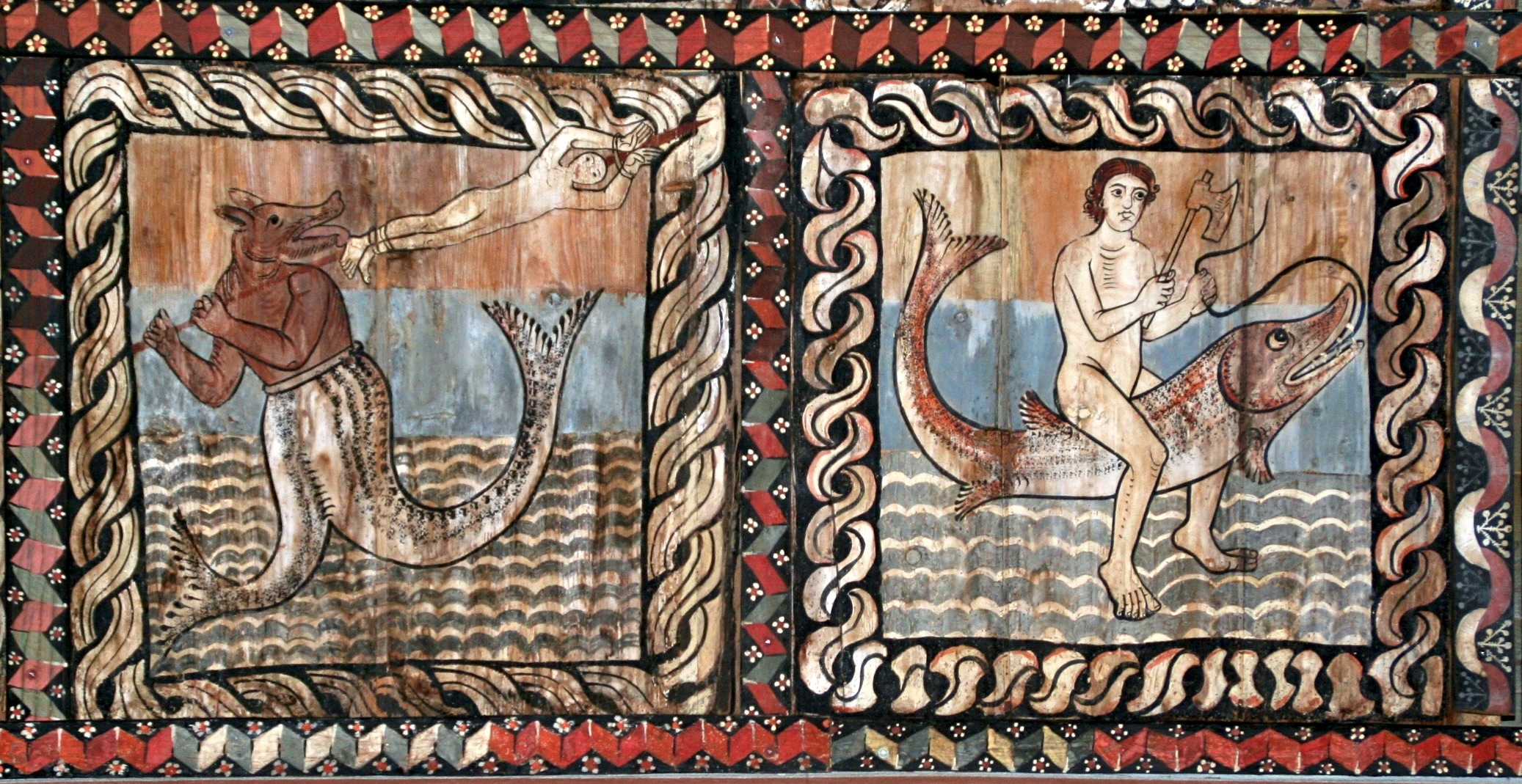
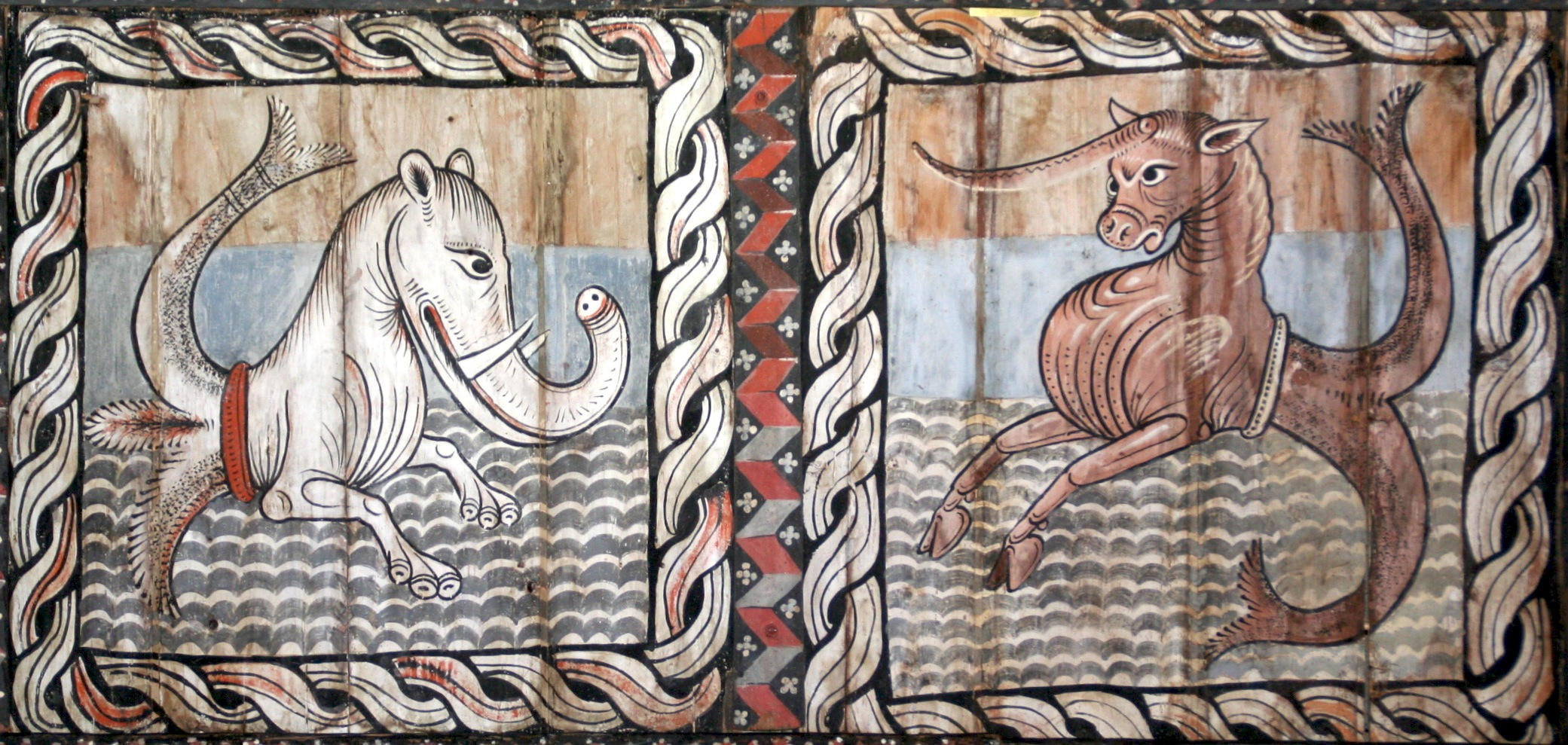